# Ciência islâmica
Inspirada pelo profeta Maomé, a religião islâmica surgiu na Península Arábica no século VII, tendo se difundido pelo Oriente Médio e Norte da África nos dois séculos seguintes. O império construído pelos árabes integrava territórios onde a ciência tinha se desenvolvido em épocas passadas, como o Egito Ptolemaico e a Pérsia dos sassânidas

## O desenvolvimento da ciência nos tempos do império islâmico
O próprio Alcorão, livro sagrado dos muçulmanos, valoriza a  ciência, em particular da medicina que é apresentada como uma arte próxima de Deus. Além disso, o mecenato empreendido por certos ramos da elite, inclusive califas e governadores como os Abássidas, revelou-se fundamental para o desabrochar da ciência. Tanto que em 1004 o califa Almamune inaugurou a "Casa da Sabedoria" (Bayt al-Hikmah) em Bagdade, que funcionou como centro de tradução de manuscritos e de reflexão científica.
Uma outra razão importante da preponderância absoluta do mundo islâmico nas ciências entre, aproximadamente, 750 e 1100, foi seu caráter internacional. A comunidade muçulmana englobava uma grande variedade de povos e raças, e a sociedade do islã era muito tolerante com os homens estrangeiros e suas ideias.

A língua árabe surge como uma língua de cultura e saber comum ao vasto território do mundo islâmico. Vários manuscritos gregos e de outras partes do mundo seriam traduzidos para o árabe. No final do século IX os escritos de Platão e em particular os de Aristóteles já tinham sido assimilados pela civilização islâmica. Entretanto, a ciência islâmica não segue cegamente a tradição teórica dos gregos. Após construírem suas bases teóricas a partir dos pensadores da civilização berço da filosofia, a ciência árabe amadurece. Então, os velhos mestres são colocados em dúvida: os árabes atribuíram grande importância à observação e a experimentação, em oposição à especulação lógica dos gregos.
Na Batalha de Talas (751) os árabes capturam chineses que conheciam as técnicas que permitiam fabricar o papel, que substituirá o uso de peles de animais e o papiro como suporte da escrita.

## O legado islâmico nas ciências

### Campos de investigação
As conquistas científicas islâmicas medievais abrangeram uma ampla gama de áreas temáticas, especialmente matemática, astronomia e medicina. Outros assuntos de investigação científica incluíam física, alquimia e química, oftalmologia e geografia e cartografia.

### Matemática
A civilização islâmica desempenhou um importante papel na história da matemática não só por ter preservado a sabedoria antiga, mas também por a ter desenvolvido. O seu papel foi inovador na álgebra (o nome desta disciplina deriva do árabe al-jabr), graças ao uso da numeração árabe e do zero, bem como na combinatória e trigonometria. A matemática foi usada pelos sábios islâmicos com o objetivo religioso, como a elaboração do calendário e o cálculo da quibla, ou seja, da orientação da cidade sagrada de Meca no sentido da qual se devem realizar as orações.
Uma grande contribuição da matemática árabe foi os algarismos indo-arábicos que são os algarismos que usamos hoje:
1,2,3,4,5,6,7,8,9,0.
Outra área em que os cientistas do mundo islâmico se destacaram foi na trigonometria (estudo e cálculo com ângulos e triângulos no plano e na esfera). As aplicações em vista eram várias, principalmente no domínio da astronomia, da geografia e da cartografia. Alguns dos nomes mais relevantes nestes temas são o de Albiruni e o de Albatani (séculos IX e X), latinizado para Albateni, autor de importantes estudos astronómicos. Na trigonometria esférica destacou-se também Jabir ibne Afla (século XII), de Sevilha, cujo nome foi latinizado para Geber.
Ainda contribuíram na área da Matemática, referências a estudos pioneiros sobre criptografia, a ciência das comunicações seguras.
Parte integrante da tradição científica islâmica no período em causa são as centenas de instrumentos, astronómicos e outros, que ainda hoje se conservam. Para além da sua sofisticação científica e técnica, muitos destes instrumentos, como esferas, relógios de sol e astrolábios, são verdadeiras obras de arte.

### Alquimia e química
O início do período islâmico viu o estabelecimento de estruturas teóricas em alquimia e química. A teoria dos metais enxofre-mercúrio, encontrada pela primeira vez no pseudo-Apolônio de Tyana Sirr al-khalīqa ("O Segredo da Criação", c. 750-850) e nos escritos atribuídos a Jabir ibne Haiane (escritos c. 850-950), permaneceu a base das teorias da composição metálica até o século XVIII. A tábua de esmeralda, um texto enigmático que todos os alquimistas posteriores, incluindo Isaac Newton, viam como a base de sua arte, ocorre pela primeira vez no Sirr al-khalīqa e em uma das obras atribuídas a Jabir. Na química prática, os trabalhos de Jabir e os do alquimista e médico persa Rasis (c. 865–925) contêm as primeiras classificações sistemáticas de substâncias químicas. Os alquimistas também estavam interessados em criar artificialmente tais substâncias. Jabir descreve a síntese de cloreto de amônio (sal amoníaco) a partir de substâncias orgânicas, e Rasis fez experiências com o aquecimento de cloreto de amônio, vitríolo e outros sais, o que eventualmente levaria à descoberta dos ácidos minerais por Alquimistas latinos do século XIII, como pseudo-Geber.

### Astronomia e cosmologia
A astronomia tornou-se uma disciplina importante dentro da ciência islâmica. Os astrónomos dedicaram esforços tanto para a compreensão da natureza do cosmos como para fins práticos. Uma aplicação envolvia a determinação da Quibla, a direção a ser encarada durante a oração. Outra era a astrologia, prevendo eventos que afetavam a vida humana e selecionando momentos adequados para ações como ir à guerra ou fundar uma cidade. Albatani (850–922) determinou com precisão a duração do ano solar. Ele contribuiu para as Tabelas de Toledo, usadas pelos astrônomos para prever os movimentos do Sol, da Lua e dos planetas no céu. Copérnico (1473-1543) mais tarde usou algumas das tabelas astronômicas de Albatani.
Al-Zarqali (1028–1087) desenvolveu um astrolábio mais preciso, usado durante séculos depois. Ele construiu um relógio de água em Toledo, descobriu que o apogeu do Sol se move lentamente em relação às estrelas fixas e obteve uma boa estimativa de seu movimento para sua taxa de mudança. Naceradim de Tus (1201–1274) escreveu uma importante revisão do modelo celestial do século II de Ptolomeu. Quando Tusi se tornou astrólogo de Helagu, ele ganhou um observatório e teve acesso às técnicas e observações chinesas. Ele desenvolveu a trigonometria como um campo separado e compilou as tabelas astronômicas mais precisas disponíveis até então.

### Botânica e agronomia
O estudo do mundo natural estendeu-se ao exame detalhado das plantas. O trabalho realizado revelou-se diretamente útil no crescimento sem precedentes da farmacologia em todo o mundo islâmico. Abu Hanifa de Dinavar (815–896) popularizou a botânica no mundo islâmico com seu Kitab al-Nabat (Livro das Plantas) de seis volumes. Apenas os volumes 3 e 5 sobreviveram, com parte do volume 6 reconstruída a partir de passagens citadas. O texto sobrevivente descreve 637 plantas em ordem alfabética, das letras sin a ya, de modo que o livro inteiro deve ter coberto vários milhares de tipos de plantas. Abu Hanifa descreveu as fases do crescimento das plantas e da produção de flores e frutos. A enciclopédia do século XIII compilada por Zacara Alcazvini (1203–1283) – ʿAjā'ib al-makhlūqāt (As Maravilhas da Criação) – continha, entre muitos outros tópicos, tanto botânica realista quanto relatos fantásticos. Por exemplo, ele descreveu árvores que produziam pássaros em seus galhos no lugar de folhas, mas que só podiam ser encontradas nas distantes Ilhas Britânicas. O uso e cultivo de plantas foi documentado no século XI por Maomé ibne Ibraim ibne Bassame de Toledo em seu livro Dīwān al-filāha (O Tribunal da Agricultura), e por ibne Alauame Alisbili (também chamado de Abu Alcair Alisbili) de Sevilha em seu livro do século XII Kitāb al-Filāha (Tratado sobre Agricultura). Ibne Bassame viajou muito pelo mundo islâmico, retornando com um conhecimento detalhado de agronomia que alimentou a Revolução Agrícola Árabe. Seu livro prático e sistemático descreve mais de 180 plantas e como propagá-las e cuidar delas. Cobriu vegetais de folhas e raízes, ervas, especiarias e árvores.

### Geografia e cartografia
A propagação do Islão na Ásia Ocidental e no Norte de África incentivou um crescimento sem precedentes no comércio e nas viagens por terra e por mar até lugares tão distantes como o Sudeste Asiático, a China, grande parte de África, a Escandinávia e até a Islândia. Os geógrafos trabalharam para compilar mapas cada vez mais precisos do mundo conhecido, a partir de muitas fontes existentes, mas fragmentárias.Abu Zaíde Albalqui (850–934), fundador da escola de cartografia Albalqui em Bagdá, escreveu um atlas chamado Figuras das Regiões (Suwar al-aqalim). Albiruni (973–1048) mediu o raio da Terra usando um novo método. Envolveu a observação da altura de uma montanha em Nandana (agora no Paquistão). Al-Idrisi (1100–1166) desenhou um mapa-múndi para Roger, o rei normando da Sicília (governou de 1105 a 1154). Ele também escreveu a Tabula Rogeriana (Livro de Roger), um estudo geográfico dos povos, climas, recursos e indústrias de todo o mundo conhecido naquela época. O almirante otomano Piri Reis (c. 1470–1553) fez um mapa do Novo Mundo e da África Ocidental em 1513. Ele utilizou mapas da Grécia, de Portugal, de fontes muçulmanas e talvez um feito por Cristóvão Colombo. Ele representou parte de uma importante tradição da cartografia otomana.

## Cientistas do islã no tempo do império

### Albiruni
Nascido no ano de 973 em Khwarezm, no actual Uzbequistão, passou a vida a viajar pela Ásia Central, a fazer observações astronómicas e geográficas, e a estudar e a escrever. Personalidade tolerante e ecléctica, aprendeu muitas línguas diferentes e estudou culturas variadas. Sendo a maior parte da sua obra dedicada a temas de matemática, astronomia e áreas próximas (96 manuscritos de um total de cerca de 150 referenciados, e 15 dos 22 que sobreviveram até hoje), escreveu também trabalhos sobre medicina e farmacologia, metais e pedras preciosas, religião e filosofia, e ainda uma monumental história da Índia, que chegou até aos nossos dias, estando traduzida em várias línguas. Trabalhou até ao fim da vida, vindo a morrer em Ghazna, no actual Afeganistão, por volta de 1050.
Al Biruni utilizava-se de métodos empíricos para obter suas conclusões. Teve o mérito de descobrir, seis séculos antes de Galileu Galilei o princípio chamado de "invariância das leis da natureza", ou seja, o universo inteiro está sujeitos às mesmas leis naturais.

### Ibn al Hayzam
Foi um dos maiores físicos de todos os tempos. Ajudou a desenvolver a óptica, enunciou a proposição na qual um raio de luz, ao passar através de um meio homogêneo, escolhe o caminho mais fácil e mais rápido. Essa descoberta estava muitos séculos adiantada.

### al-Khwarismi
O livro de Álgebra de al-Khwarizmi foi muito influente ,mais do que o seu mérito intrínseco mereceria, devido à utilidade prática das matérias apresentadas, e regras com aplicação em questões de heranças, comércio e contabilidade. Ao mesmo autor se deve um tratado, posteriormente traduzido para latim, sobre os sistemas de numeração indiana. As palavras algarismo e algoritmo atualmente derivam do nome de al-Khwarismi.

### Omar Khayyām
Omar Khayyām (1048-1131) foi um poeta e matemático persa que calculou o comprimento do ano dentro de cinco casas decimais. Ele encontrou soluções geométricas para todas as 13 formas de equações cúbicas. Ele desenvolveu algumas equações de segundo grau ainda em uso. Ele é bem conhecido no Ocidente por sua poesia (rubaiyat).

## O declínio da ciência árabe
O declínio da ciência árabe, que acontece muito rapidamente, tem início em fins do século XI. Somente no final do século XX, os sábios muçulmanos reaparecem timidamente. As causas desse retrocesso não são muito claras. Porém, a maioria dos estudiosos concorda que as invasões mongóis, apesar de terem constituído apenas uma interrupção, contribuíram em certa medida para esse problema. Os fatores internos parecem mais importantes, a saber: o isolamento científico e o desânimo da inovação. Do século XI ao XII, o império islâmico sofreu com inúmeros conflitos e revoltas de inspiração político-religiosa. Desses conflitos, saíram vitoriosos dinastias conservadoras, que inibiram a ciência. As mentalidades começaram a se modificar: a ortodoxia islâmica passou a considerar a ciência inimiga da crença em Alá.

## Cientistas do islã do pós império (idade moderna)

### Abdus Salam
Abdus Salam foi um físico paquistanês e muçulmano praticante. Nasceu no ano de 1926 em Santokdas e faleceu em Oxford, em 1996. Foi ganhador do Prêmio Nobel de física em 1979.

## História da filosofia natural no islã

### "Fihrist"
"Fihrist" ou catálogo foi um extraordinário trabalho realizado no século X por Maomé ibne Ixaque Anadim, mas beneficiado por diversos tradutores que contribuíram para a conversão dos textos da filosofia natural de Aristóteles do grego para o siríaco e o árabe, isto porque o Fihrist contém uma ampla lista comentada de trabalhos e autores em todos os ramos do conhecimento, incluindo múltiplas traduções, como do persa, grego, copta, siríaco, hebraico e hindu.
Anadim fornece também, ao longo da obra, informações sobre os comentários gregos dos trabalhos na Antiguidade Tardia e sobre os comentários árabes que se seguiram.

### Hunayn ibn Ishãq
Hunayn nasceu na cidade de Hira, mas partiu ainda novo para terra gregas, onde aprendeu a língua. Anos depois, mudou-se para Bassora e aprendeu também o árabe. Hunayn traduziu manuscritos gregos, a exemplo dos trabalhos de Platão e Aristóteles, mas ficou conhecido por traduzir as obras de três importantes autores da medicina grega: Hipócrates, Galeno e Discórides. A importância deste trabalho vem do fato de que Hunayn era também um médico e autor de diversos tratados originais.
A transmissão da ciência e da filosofia natural gregas baseava-se em traduções confiáveis e inteligíveis, e Hunayn ibn Ishãq era conhecido como o melhor e mais confiável tradutor daquele idioma para o siríaco, e destes para o árabe. Em razão de seu domínio do grego, Huanyn realizava a tradução primária dos textos para o siríaco e, ocasionalmente, do grego para o árabe. Outros então faziam a tradução das versões em siríaco para o arábe. Assim, estabeleceu uma escola de tradutores, composta por ele, por seu filho, Ishãq, seu sobrinho Hubaysh ibn al-Hasan e discípulos. Os trabalhos filosóficos e matemáticos, e quase todos os tratados de Aristóteles, foram traduzidos por eles.
A tradução era feita não apenas por considerar tratados gregos de lógica, filosofia natural e metafísica essenciais ao estudo da teologia cristã, mas provavelmente também por respeito aos pensadores laicos gregos e pelo interesse pessoal no aprendizado.

### Traduções em Bagdá
A fase pós-Hunayn das traduções aristotélicas ocorreu em Bagdá, em que tradutores revisaram traduções mais antigas, por Abu Uthmãn al-Dimashqui, Qusta b. Luqã, Abu Bishr Mattã b. Yunus e seu discípulo Abu Zakariyyã Yahyyã b. 'Adi, Ab~'Ali'Isã b. Ishãg b. Zur'ah.
Quando o processo se completou, havia versões em árabe para todos os trabalhos de Aristóteles em lógica, filosofia natural e metafísica, bem como diversos trabalhos falsamente atribuídos a ele, em especial a Teologia de Aristóteles e o Livro das Causas (Liber de Causis). Esses tratados pseudoaristotélicos estavam muito longe do seu verdadeiro pensamento filosófico e eram neoplatônicos, compostos por paráfrases de livros de Plotino e de Proclo. Por esse motivo, a doutrina neoplatônica foi erroneamente atribuída a Aristóteles, o que o tornou neoplatonista, e assim o Aristóteles do pensamento islâmico foi extremamente diferente do Aristóteles do Ocidente latino.